# Bourse de commerce (Paris)

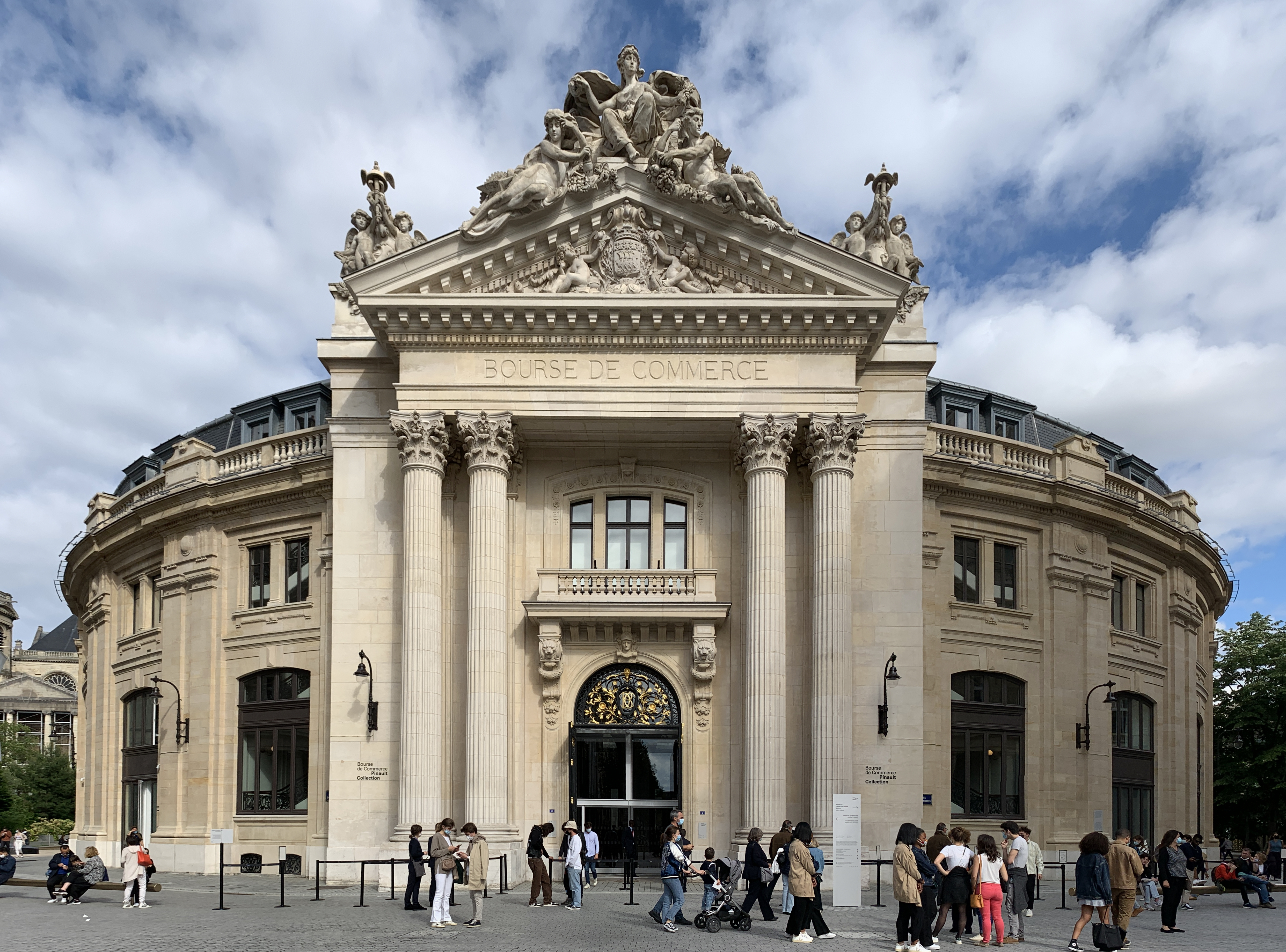
Portal der Bourse de Commerce, 2021

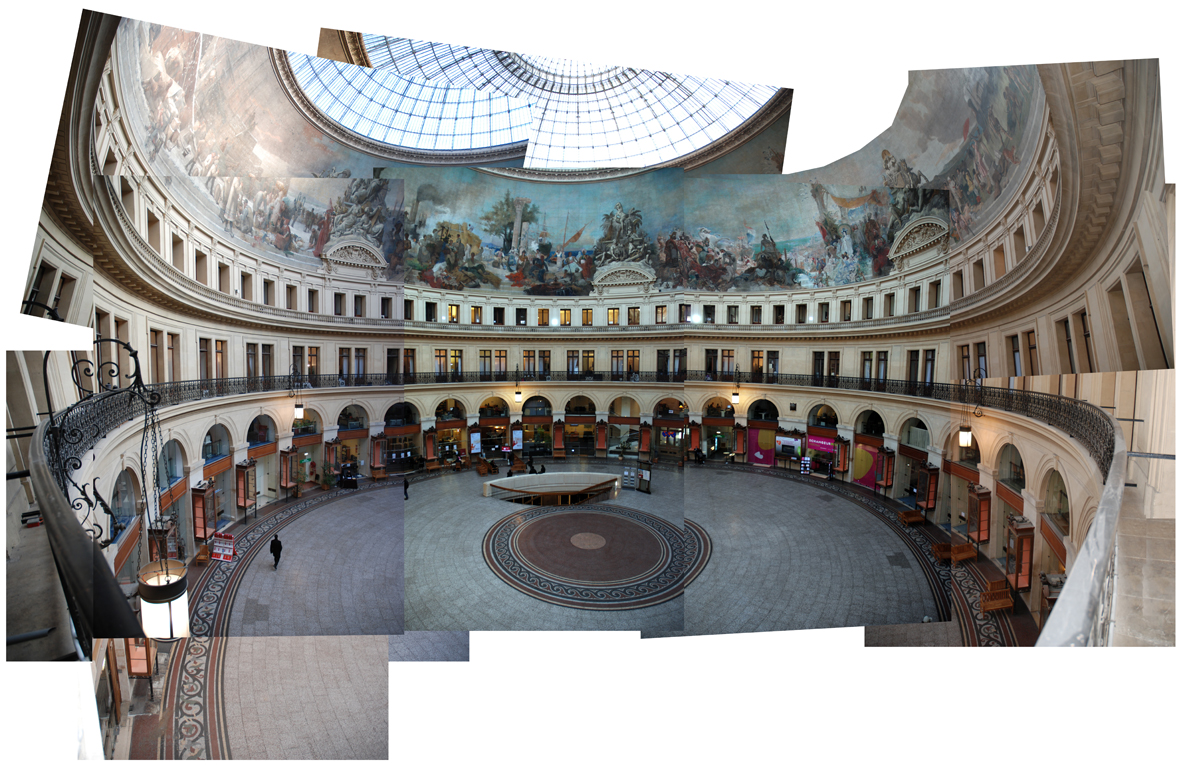
Innenansicht, 2009

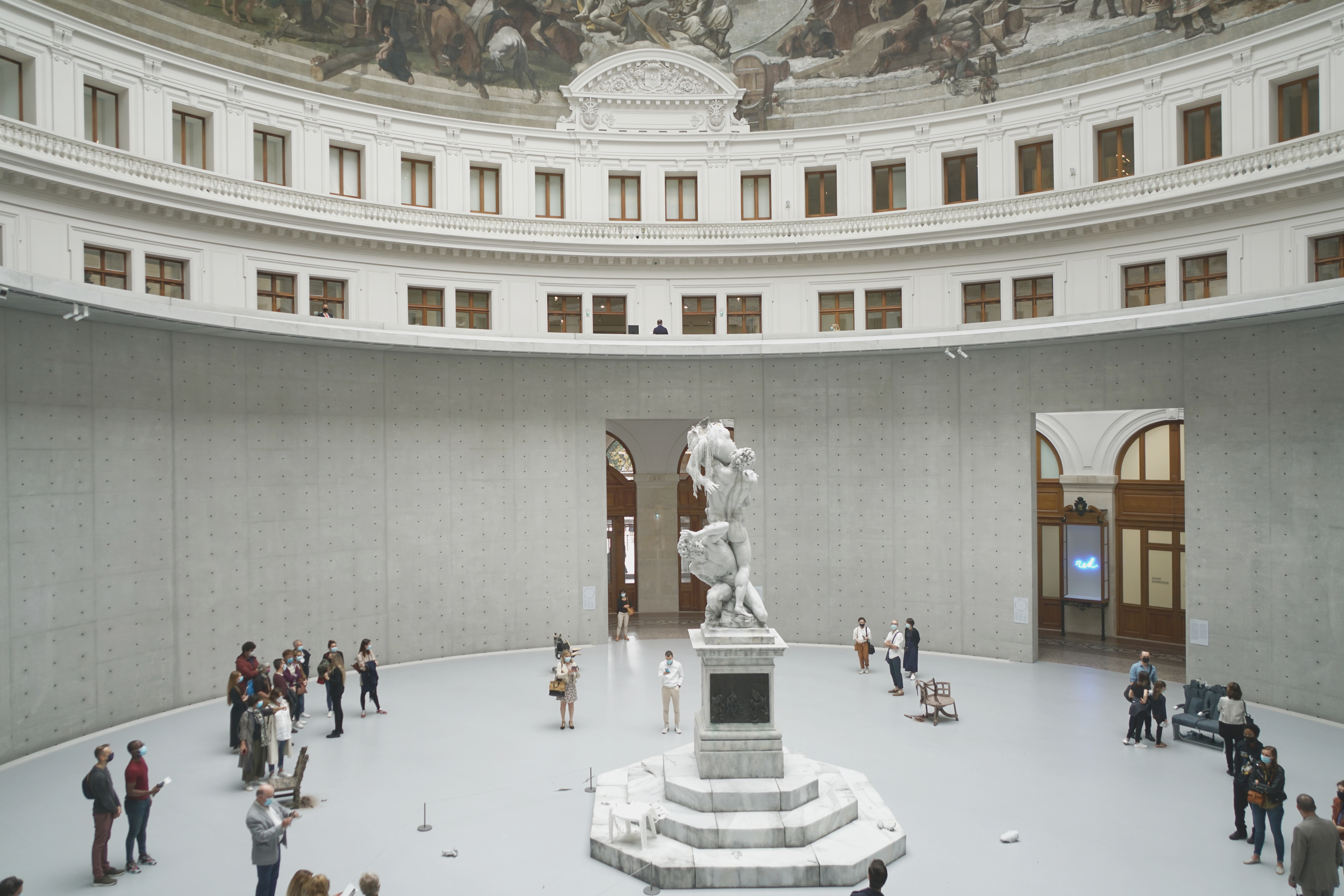
Der Innenraum im Juni 2021 mit einem Werk von Urs Fischer

Die Bourse de commerce in Paris ist ein Rundbau aus dem 18. Jahrhundert, dessen jetziger Zustand einen Umbau aus dem Ende des 19. Jahrhunderts darstellt, der als Warenbörse diente. Das in der Rue de Viarmes (1. Arrondissement) gelegene Gebäude ist seit 1975 ein geschütztes Baudenkmal (Monument historique). Heute beherbergt es als privates Museum für Zeitgenössische Kunst die Pinault Collection.
Die nächsten Stationen der Pariser Métro sind Louvre – Rivoli (Linie 1) und Les Halles (Linie 4).

## Geschichte

### Markthalle für Getreide

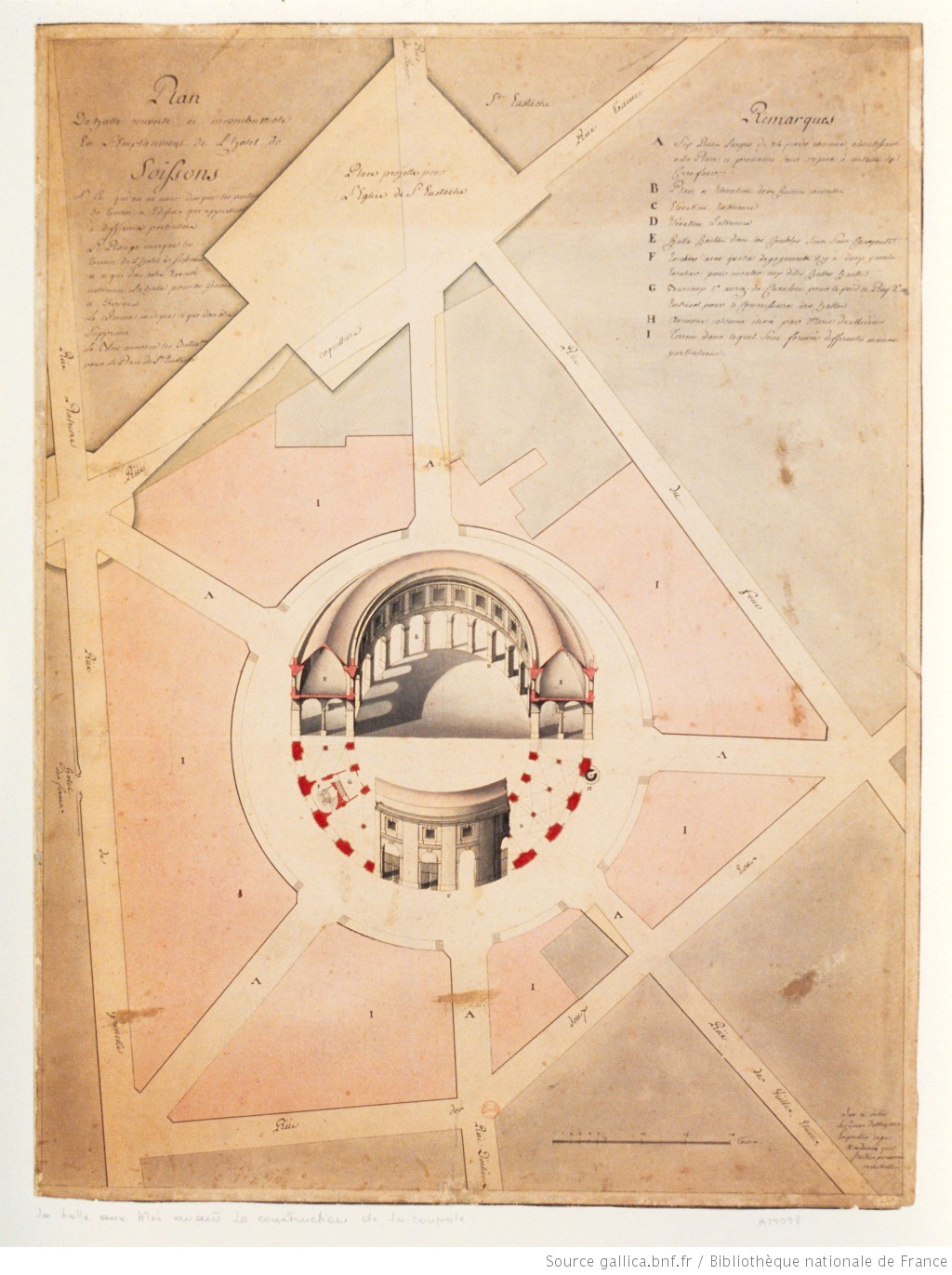
Plan der Getreidehalle von Nicolas Le Camus de Mézières, 1763

Bereits im 13. Jahrhundert stand an gleicher Stelle ein Hôtel particulier, das alte Hôtel de Nesle (nicht zu verwechseln mit dem neuen Hôtel de Nesle). Die Getreidemarkthalle (halle aux blés) wurde auf dem Gelände des ehemaligen Schlosses von Soissons gebaut. Das Schloss, gebaut im 17. Jahrhundert unter Katharina von Medici enthielt eine 31 Meter große astronomische Säule. Sie wurde vom persönlichen Astrologen Katharinas, Cosimo Ruggieri, zu astrologischen Beobachtungen genutzt.
Da im 18. Jahrhundert die Getreideversorgung der Stadt im Mittelpunkt der Ökonomen stand, wurde dieser Standort aufgrund seiner Nähe zum Seine-Ufer ausgewählt: der Getreidehandel konnte so durch die anlegenden Getreideschiffe effizient gestaltet werden.
Die Brüder Bernard und Charles Oblin planten, eine große Halle zu bauen, die umliegenden Straßen zu öffnen und Gebäude zu bauen, deren Vermietung die Ausführung des Baus finanzieren sollte. Der Architekt Nicolas Le Camus de Mézières wurde mit dem Bau der Halle und den umliegenden Gebäuden zwischen 1763 und 1767 beauftragt. Le Camus entschied sich für ein ringförmiges Gebäude von 122 m Umfang, durchdrungen von 25 Arkaden. Das Gebäudeinnere sollte nicht überdacht sein, aber zwei konzentrische Galerien gaben einen behaglichen Unterstand. Dort fanden auch Räumlichkeiten für Polizei, Statistiker und die Überwachung von Gewichten und Maßen Platz. Im zweiten Stock befanden sich riesige Getreidespeicher, überdacht mit spitzförmigen Wölbungen aus Stein.
Das neue Gebäude wurde sehr bewundert. Es illustrierte die Konzepte, die sich in der Zeit ausbreiteten: Der Begriff des allein stehenden öffentlichen Gebäudes, losgelöst vom städtischen Gewebe, was insbesondere die Risiken einer Brandkatastrophe verringerte.

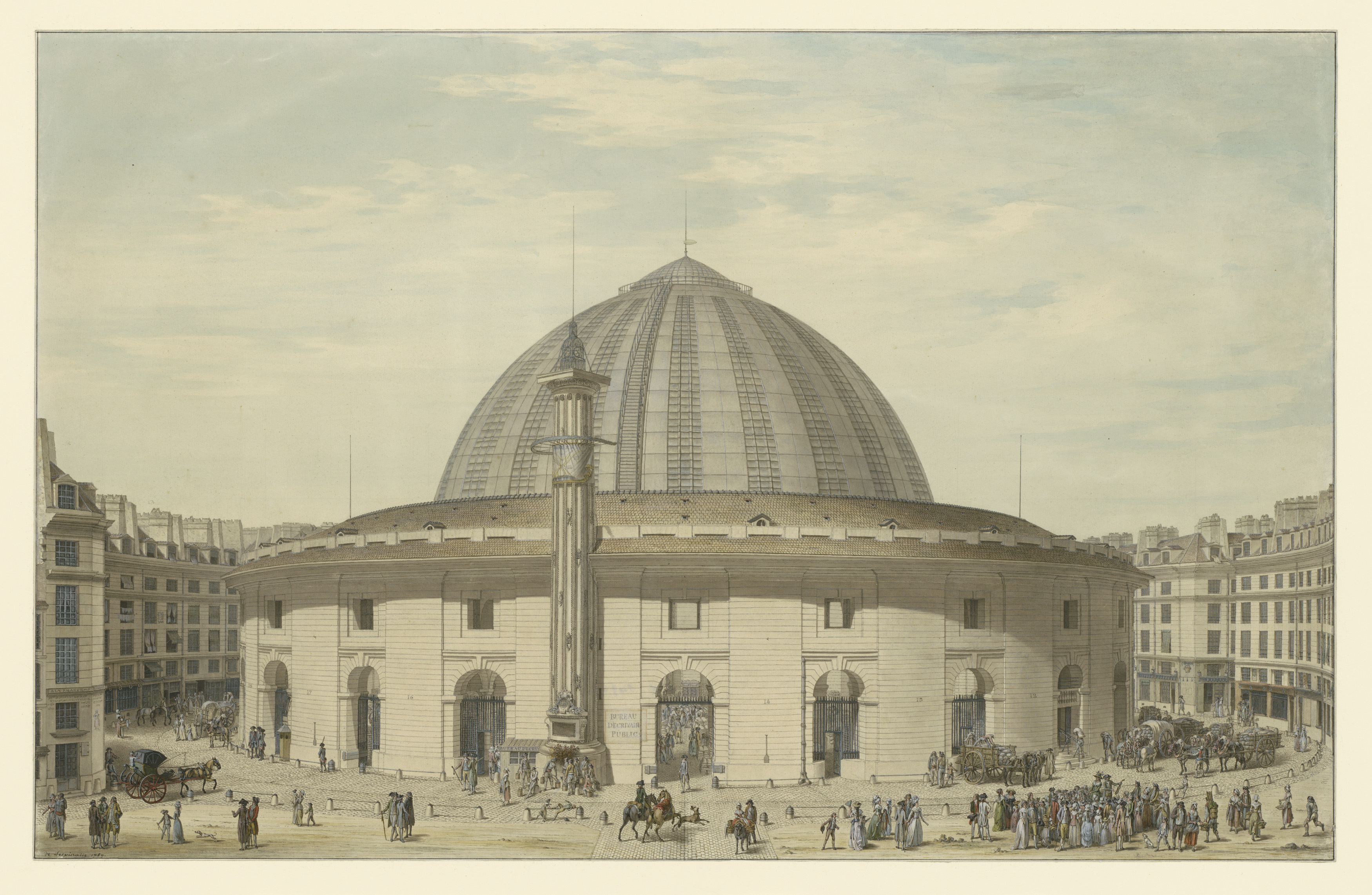
Die Getreidehalle nach den Arbeiten von Bélanger und Brunet

Ursprünglich sollte die astronomische Säule von Ruggieri im Zentrum des Gebäudes aufgestellt werden, dieser Plan musste aber verworfen werden. Man begnügte sich, sie am Gebäudeäußeren stehen zu lassen, fügte aber einen Brunnen und eine vom Astronomen Guy Pingré gestaltete Sonnenuhr hinzu.
Der offene Innenhof schadete der Getreidespeicherung. 1782/83 wurde sie von den Architekten Jacques-Guillaume Legrand und Jacques Molinos durch eine 38 Meter hohe Kuppel überdacht, allerdings schon 1802 durch einen Brand zerstört. Der Wiederaufbau (1806–1811) wurde von dem Architekten François-Joseph Bélanger und dem Ingenieur François Brunet durchgeführt. Als Assistent fungierte 1811 der gerade seit einem Jahr in Paris lebende Kölner Architekt Jakob Ignaz Hittorff. Die neue Kuppel war aus Eisen und mit Blattkupfer bedeckt, welches 1838 durch Fenster ersetzt wurde. 1854 verwüstete ein weiterer Brand das Gebäude.

### Börse von Paris
1873 wurde die Halle geschlossen, 1875 der Handelskammer übergeben und nach einem Umbau von Henri Blondel 1888/89 als Börse wiedereröffnet. Der Innenhof des Rundbaus wurde neu gestaltet und das Mauerwerk aus Backstein wurde mit Hausteinen der Region verkleidet. Seit 1975 stehen die Kuppel und die Bemalung unter Denkmalschutz. Nach der umfassenden Restaurierung im Jahr 1989 finden im überdachten Innenhof kleinere Messen und Ausstellungen statt. Die Warenbörse existierte bis 1998 und wurde dann von der Euronext übernommen.
An der Westseite des Rundbaus befindet sich das monumentale Portal mit vier hohen, kannelierten Säulen und mächtigen korinthischen Kapitellen. Darüber erhebt sich ein Dreiecksgiebel, der von drei allegorischen Figuren bekrönt wird, die von dem Bildhauer Aristide Croisy geschaffen wurden.
Der große überdachte Innenhof wird von Gemälden geschmückt, die von den Malern Alexis-Joseph Mazerolle (1826–1889), Évariste-Vital Luminais (1822–1896), Désiré-François Laugée (1823–1896), Victor Georges Clairin (1843–1919) und Hippolyte Lucas (1854–1925) ausgeführt wurden. Es werden die vier Himmelsrichtungen und die Kontinente dargestellt.

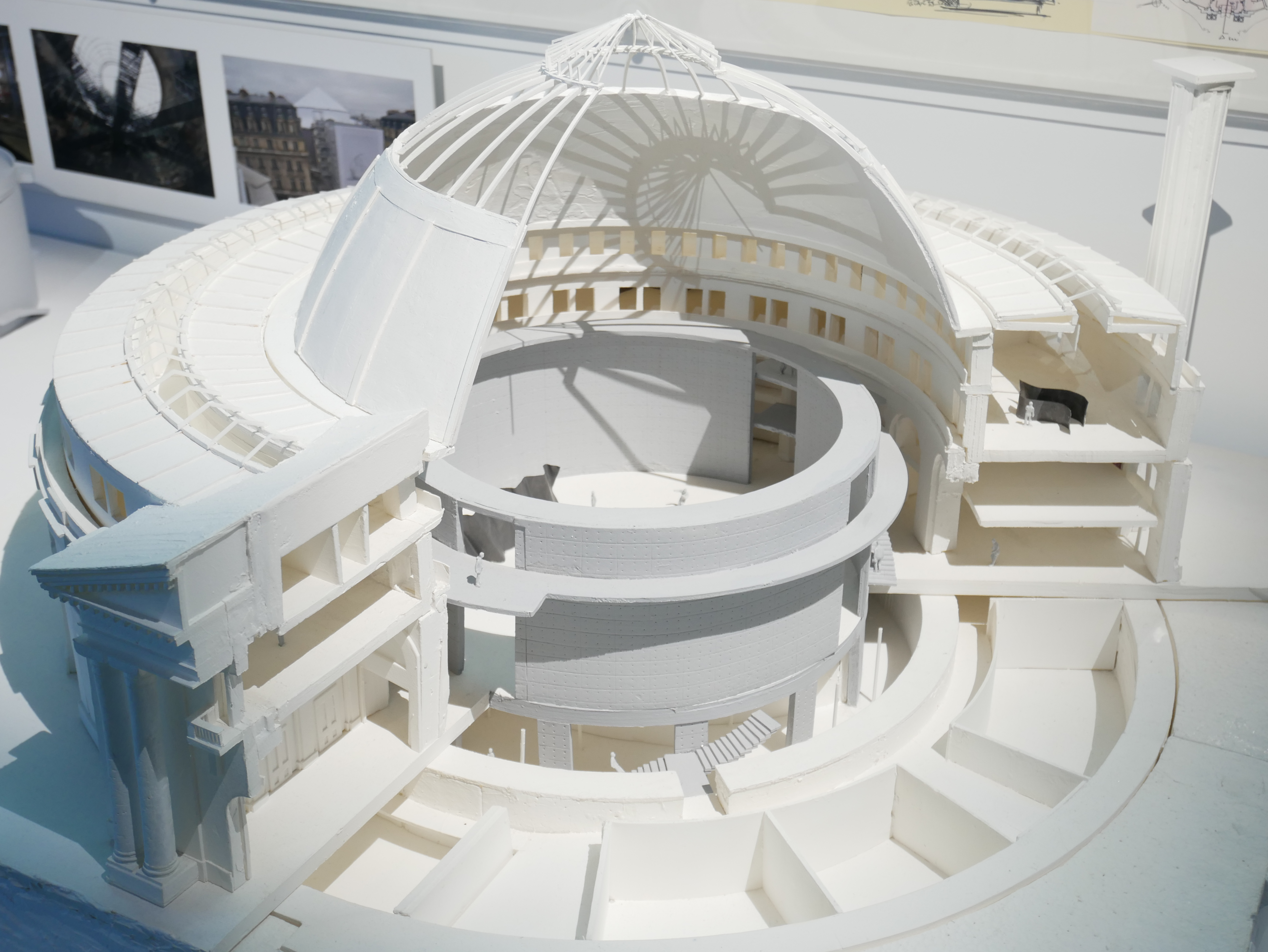
Bourse de Commerce – Modell mit den Einbauten von Tadao Andō

### Pinault Collection
Die Stadt Paris übertrug dem Sammler François Pinault für 50 Jahre die Rechte zur Nutzung der Bourse de commerce. Von 2016 bis 2021 wurde das Gebäude umfangreich renoviert und restauriert, und der japanische Architekt Tadao Andō baute es zu einem privaten Kunstmuseum um, in dem Teile der Sammlung Pinaults auf rund 3.000 Quadratmetern Ausstellungsfläche präsentiert werden. Dabei soll die Renovierung 30 Prozent des Gesamtbudgets von über 160 Millionen Euro ausgemacht haben. Die Außenfassade von 1889 musste gereinigt, die Glaskuppel restauriert und die Panorama-Malerei gesäubert werden.
Die Eröffnung dieses nach dem Palazzo Grassi und der Punta della Dogana in Venedig dritten und größten Pinault-Museums war am 22. Mai 2021.
Das Restaurant La Halle aux Grains von Michel und Sébastien Bras befindet sich im dritten Stock unter den Zink- und Schieferdächern des Gebäudes und bietet einen Blick über das Herz von Paris, vom Jardin Nelson Mandela bis zum Centre Pompidou, von den Canopée des Halles bis zur Kirche Saint-Eustache.